# Volley-ball aux Jeux panaméricains de 2019
Navigation
2015
Les compétitions de volley-ball aux Jeux panaméricains de 2019 ont lieu du 2 au 11 août 2019 à Lima, au Pérou.

## Médaillés
| Épreuves         | Or | Argent | Bronze |
| ---------------- | --- | --- | --- |
| Tournoi masculin | Argentine Manuel Balague Nicolás Bruno Gastón Fernández Joaquín Gallego Matías Giraudo Facundo Imhoff German Johansen Jan Martínez Franco Massimino Luciano Palonsky Matías Sánchez Lisandro Zanotti             | Cuba Roamy Alonso Javier Concepción Yonder García Adrián Goide Jesús Herrera Yohan León Miguel López José Massó Osniel Mergarejo Liván Osoria Lyvan Taboada Marlon Yant                                         | Brésil Aboubacar Neto Carlos Silva Cledenílson Batista Éder Carbonera Eduardo Sobrinho Felipe Roque Henrique Honorato Lucas Lóh Matheus Santos Rodrigo Leão Rogério Filho Thiago Veloso            |
| Tournoi féminin  | République dominicaine Cándida Arias Brenda Castillo Bethania de la Cruz Camil Domínguez Lisvel Eve Gaila González Niverka Marte Brayelin Martínez Jineiry Martínez Yonkaira Peña Prisilla Rivera Annerys Vargas | Colombie Valerín Carabali Amanda Coneo Camila Gómez María Margarita Martínez María Alejandra Marin Darlevis Mosquera Ana Karina Olaya Verónica Pasos Melissa Rangel Dayana Segóvia Juliana Toro Angie Velásquez | Argentine Tanya Acosta Daniela Bulaich Antonela Fortuna Lucía Fresco Valentina Galiano Candelaria Herrera Julieta Lazcano Victoria Mayer Agnes Michel Paula Nizetich Tatiana Rizzo Elina Rodríguez |

## Tableau des médailles
| Rang  | Nation                 | Or | Argent | Bronze | Total |
| ----- | ---------------------- | -- | ------ | ------ | ----- |
| 1     | Argentine              | 1  | 0      | 1      | 2     |
| 2     | République dominicaine | 1  | 0      | 0      | 1     |
| 3     | Colombie               | 0  | 1      | 0      | 1     |
| 3     | Cuba                   | 0  | 1      | 0      | 1     |
| 5     | Brésil                 | 0  | 0      | 1      | 1     |
| Total | Total                  | 2  | 2      | 2      | 6     |